# Красная шилоклювая райская птица
Красная шилоклювая райская птица (лат. Epimachus fastosus) — вид воробьинообразных птиц из семейства райских птиц (Paradisaeidae). Подвидов не выделяют. Статус вида согласно Международной Красной книги считается уязвимым.